# Palaeophylia
Palaeophylia là một chi bọ cánh cứng trong họ Chrysomelidae.
Chi này được miêu tả khoa học năm 1903 bởi Jacoby.

## Các loài
Các loài trong chi này gồm:
- Palaeophylia bipunctata (Allard, 1889)
- Palaeophylia borrei (Allard, 1889)
- Palaeophylia duvivieri (Allard, 1889)
- Palaeophylia granulosa Jacoby, 1903
- Palaeophylia maculicollis (Allard, 1889)
- Palaeophylia nigritarsis (Jacoby, 1891)
- Palaeophylia semirugosa Jacoby, 1903
- Palaeophylia tricolor (Fabricius, 1781)
- Palaeophylia viridinitens (Allard, 1889)